# The God Thing
The God Thing ist das zweite Studioalbum der deutschen Progressive-Metal-Band Vanden Plas. Es erschien im Jahr 1997 bei InsideOut Music.

## Entstehung und Veröffentlichung
Das Album wurde 1997 in Schöneck und Pirmasens aufgenommen und von Robert Kohlmeyer abgemischt. Als Gastmusiker waren P. Achim Schneider (Cello) und Gunni Mahlig (Violine) beteiligt. Für das Artwork wurden Fotos einer Skulptur von Cesare Marcotto verwendet. Nachdem InsideOut Music 1996 schon die Akustik- und Cover-EP AcCult veröffentlicht hatte, erschien auch The God Thing bei dem Klever Label. In Frankreich wurde das Album mit einer französischsprachigen Version eines Titels des Debütalbums Colour Temple veröffentlicht, außerdem wurde für Fnac eine limitierte Auflage mit Bonus-CD produziert. InsideOut Music legte das Album 2004 mit erweitertem Booklet und Bonus-Titeln neu auf.

## Titelliste und Stil
1. Fire Blossom – 2:55
2. Rainmaker – 6:39
3. Garden of Stones – 7:47
4. In You: I Believe – 4:29
5. Day I Die – 6:04
6. Crown of Thorns – 6:44
7. We’re Not God – 7:12
8. Salt in My Wounds – 7:21
9. You Fly – 7:31

Bonus-Titel für Frankreich
1. Combien de larmes – 4:29

Bonus-CD für Fnac
1. Spanish Rain – 7:15
2. Days of Thunder (Akustik-Version) – 4:39
3. Raining in My Heart – 4:38

Vanden Plas spielen auf The God Thing Progressive Metal mit harten Riffs, emotionalem Gesang und komplexen Strukturen. Es finden sich melodiöse, virtuose, hypnotische und sperrige Passagen.

## Rezeption
Das Album wurde von der Presse positiv aufgenommen. Henning Mangold von den Babyblauen Seiten nimmt zwar einen für ihn unliebsamen Dream-Theater-Einfluss wahr, hebt jedoch die „spieltechnischen Raffinessen“ des „bleischwere[n] Epos“ hervor. Stefan Glas vom Rock Hard lobt die „Mischung aus kraftvollen Gitarren und mystischen Melodien“ und resümiert: „So ist knapp eine Stunde verstrichen, und kein Ausfall mußte registriert werden. Die Platte präsentiert sich wie aus einem Guß“. Das eclipsed-Magazin nahm The God Thing in seine Liste der Progmetal-Meilensteine auf.